# النظارة - الجديد (صنعاء القديمة)

تعديل مصدري - تعديل

حارة النظارة - الجديد هي إحدى حارات مدينة صنعاء القديمة، بلغ تعداد سكانها 36 نسمة حسب تعداد اليمن لعام 2004.